# Trek-Segafredo/2019
Deze pagina geeft een overzicht van de Trek-Segafredo UCI World Tour wielerploeg in  2019.

## Algemeen
Sponsors: Trek, Segafredo Zanetti
Algemeen Manager: Luca Guercilena
Ploegleiders: Kim Andersen, Adriano Baffi, Steven de Jongh, Luc Meersman, Jaroslav Popovytsj, Grégory Rast
Fietsen: Trek
Materiaal: Bontrager

## Renners
| Naam               | Geboortedatum | Nationaliteit    | Ploeg 2018                             |
| ------------------ | ------------- | ---------------- | -------------------------------------- |
| Fumiyuki Beppu     | 10-04-1983    | Japan            |                                        |
| Julien Bernard     | 17-03-1992    | Frankrijk        |                                        |
| Gianluca Brambilla | 22-08-1987    | Italië           |                                        |
| Giulio Ciccone     | 20-12-1994    | Italië           | Bardiani CSF                           |
| Will Clarke        | 11-04-1985    | Australië        | Team EF Education First p/b Cannondale |
| Nicola Conci       | 05-01-1997    | Italië           |                                        |
| John Degenkolb     | 07-01-1989    | Duitsland        |                                        |
| Niklas Eg          | 06-01-1995    | Denemarken       |                                        |
| Fabio Felline      | 29-03-1990    | Italië           |                                        |
| Alex Frame         | 18-06-1993    | Nieuw-Zeeland    |                                        |
| Michael Gogl       | 04-11-1993    | Oostenrijk       |                                        |
| Markel Irizar      | 05-02-1980    | Spanje           |                                        |
| Alex Kirsch        | 12-06-1992    | Luxemburg        | WB-Aqua Protect-Veranclassic           |
| Koen de Kort       | 08-09-1982    | Nederland        |                                        |
| Bauke Mollema      | 26-11-1986    | Nederland        |                                        |
| Matteo Moschetti   | 14-08-1996    | Italië           | Polartec Kometa (tot 1 augustus)       |
| Ryan Mullen        | 07-08-1994    | Ierland          |                                        |
| Jarlinson Pantano  | 19-11-1988    | Colombia         |                                        |
| Mads Pedersen      | 18-12-1995    | Denemarken       |                                        |
| Richie Porte       | 30-01-1985    | Australië        | BMC Racing Team                        |
| Kiel Reijnen       | 01-06-1986    | Verenigde Staten |                                        |
| Toms Skujiņš       | 15-06-1991    | Letland          |                                        |
| Peter Stetina      | 08-08-1987    | Verenigde Staten |                                        |
| Jasper Stuyven     | 17-04-1992    | België           |                                        |
| Edward Theuns      | 30-04-1991    | België           | Team Sunweb                            |

### Vertrokken
| Naam             | Geboortedatum | Nationaliteit    | Ploeg 2019              |
| ---------------- | ------------- | ---------------- | ----------------------- |
| Eugenio Alafaci  | 09-08-1990    | Italië           | EvoPro Racing           |
| Matthias Brändle | 07-12-1989    | Oostenrijk       | Israel Cycling Academy  |
| Gregory Daniel   | 08-11-1994    | Verenigde Staten | DCBank Pro Cycling Team |
| Laurent Didier   | 19-07-1984    | Luxemburg        | gestopt                 |
| Tsgabu Grmay     | 25-08-1991    | Ethiopië         | Mitchelton-Scott        |
| Ruben Guerreiro  | 06-07-1994    | Portugal         | Team Katjoesja Alpecin  |
| Giacomo Nizzolo  | 30-01-1989    | Italië           | Team Dimension Data     |
| Boy van Poppel   | 18-01-1988    | Nederland        | Roompot-Charles         |
| Grégory Rast     | 17-01-1980    | Zwitserland      | gestopt                 |

## Overwinningen
| Tour Down Under 6e etappe: Richie Porte Ronde van de Provence 4e etappe: John Degenkolb Ronde van de Haut-Var 2e etappe: Giulio Ciccone Ronde van Italie 16e etappe: Giulio Ciccone Bergklassement: Giulio Ciccone Ronde van Duitsland Eindklassement: Jasper Stuyven | Primus Classic Edward Theuns GP van Isbergues Mads Pedersen Ronde van Lombardije Bauke Mollema Japan Cup Bauke Mollema | Nationale kampioenschappen wielrennen Ierland - tijdrit: Ryan Mullen Letland - wegrit: Toms Skujiņš Wereldkampioenschap op de weg Mads Pedersen |

Mannen: 2011 · 2012 · 2013 · 2014 · 2015 · 2016 · 2017 · 2018 · 2019 · 2020 · 2021 · 2022 · 2023 · 2024 · 2025
Vrouwen: 2019 · 2020 · 2021 · 2022 · 2023 · 2024 · 2025
AG2R-La Mondiale · Astana Pro Team · Bahrain-Merida · BORA-hansgrohe · CCC Team · Deceuninck–Quick-Step · EF Education First · Groupama-FDJ · Lotto Soudal · Mitchelton-Scott · Movistar Team · Team Dimension Data · Team Jumbo-Visma · Team Katjoesja Alpecin · Team INEOS (Team Sky) · Team Sunweb · Trek-Segafredo · UAE Team Emirates